# Accipiter quartus
Accipiter quartus або стрункий яструб- вимерлий хижий птах роду яструбів родини яструбових ряду яструбоподібних. Він був ендеміком Нової Каледонії. Описаний за викопними рештками, знайденими в печерах Піндай. Він отримав латинську назву (лат. quartus-четвертий) через те, що він виявився четвертим видом яструбів, зафіксованим в Новій Каледонії. Він був набагато меншим і легшим за свого сучасника Accipiter efficax, описаного разом з ним.